# قائمة المواقف بشأن القدس
إن وضع القدس في الأوساط الدولية موضع خلاف شديد، حيث تتخذ الدول مواقف مختلفة بشأن من هي دولتها السيادية الشرعية، بين دولة فلسطين و‌دولة إسرائيل. وبوجه خاص، يدور وضع القدس قيد المناقشة حول ما إذا كان ينبغي للقدس برمتها أن تصبح جزءا من إسرائيل أو فلسطين، أو ما إذا كان ينبغي تقسيمها إلى القدس الغربية عاصمة لإسرائيل و‌القدس الشرقية عاصمة لفلسطين. وكانت هناك أيضا دعوات إلى إخضاع المدينة للسلطة الدولية بدلا من خضوعها للسيادة الفلسطينية أو الإسرائيلية. لقد كانت القدس نقطة اشتعال للقتال العنيف نتيجة للصراع الإسرائيلي الفلسطيني المستمر، وكانت مسألة الوضع السيادي للمدينة عاملا حاسما رئيسيا في تطوير عملية السلام الإسرائيلية الفلسطينية.

## المواقف الوطنية
| الدولة                   | القدس الغربية       | القدس الشرقية       | موقع السفارة لدى إسرائيل | ملاحظات |
| ------------------------ | ------------------- | ------------------- | ------------------------ | --- |
| أستراليا                 | العاصمة الإسرائيلية | العاصمة الفلسطينية  | تل أبيب                  | في ديسمبر 2018، اعترفت أستراليا بالقدس الغربية عاصمة لإسرائيل وأعلنت أنها ستنقل سفارتها من تل أبيب إلى القدس الغربية بمجرد التوصل إلى تسوية سلمية مع فلسطين. وتعتزم أستراليا أيضا الاعتراف بالقدس الشرقية عاصمة لدولة فلسطين بمجرد التوصل إلى التسوية السلمية المذكورة أعلاه بين إسرائيل وفلسطين. |
| الأرجنتين                | العاصمة الإسرائيلية | العاصمة الفلسطينية  | تل أبيب                  | |
| الصين                    | ليس لديها موقف      | العاصمة الفلسطينية  | تل أبيب                  | تماشيا مع دعمها لعملية السلام الإسرائيلية الفلسطينية، أعربت الصين بقوة عن تأييدها لقيام دولة فلسطينية ذات حدود ما قبل عام 1967 وعاصمتها القدس الشرقية. ولم يعلن البلد صراحة رأيه بشأن إمكانية أن تصبح القدس الغربية عاصمة لإسرائيل في أعقاب هذا البيان. |
| جمهورية التشيك           | العاصمة الإسرائيلية | ليس لديها موقف      | تل أبيب                  | في 6 ديسمبر 2017، اعترفت الجمهورية التشيكية بالقدس الغربية عاصمة لإسرائيل. واتخذ قرار بنقل السفارة التشيكية من تل أبيب إلى القدس ولكنه سحب فيما بعد. ومنذ ذلك الحين، كانت هناك دفعة واسعة النطاق داخل البلاد لزيادة الاعتراف بالقدس بأكملها (بما في ذلك القدس الشرقية) كعاصمة لدولة إسرائيل ونقل السفارة إلى القدس. |
| غواتيمالا                | العاصمة الإسرائيلية | العاصمة الإسرائيلية | القدس                    | نقلت غواتيمالا سفارتها من تل أبيب إلى القدس بعد يومين من إعلان الولايات المتحدة رسميا اعترافها بالقدس بأكملها عاصمة لإسرائيل. |
| هندوراس                  | العاصمة الإسرائيلية | العاصمة الإسرائيلية | تل أبيب                  | |
| إيران                    | العاصمة الفلسطينية  | العاصمة الفلسطينية  | —                        | فإيران لا تعترف بدولة إسرائيل (وبالتالي لا تحتفظ بسفارة في إسرائيل )، وهي بذلك لا تعترف إلا بالسيادة الفلسطينية على القدس كلها. |
| إسرائيل                  | العاصمة الإسرائيلية | العاصمة الإسرائيلية | —                        | وعلى الرغم من أن القدس الغربية وحدها هي التي تعتبر على نطاق واسع على الصعيد الدولي خاضعة للسلطة الإسرائيلية الرسمية، فإن إسرائيل تدعي أن القدس الموحدة عاصمة لها بحكم القانون بموجب قانون القدس (1980). |
| كوسوفو                   | العاصمة الإسرائيلية | العاصمة الإسرائيلية | —                        | في 4 سبتمبر 2020، أُعلن أن إسرائيل وكوسوفو قد اعترفتا رسميًا ببعضهما البعض وستقومان بإقامة علاقات دبلوماسية كاملة. وشمل تطبيع العلاقات هذا اعترافا من كوسوفو بالقدس عاصمة لإسرائيل، حيث ستقوم كوسوفو بإنشاء سفارة لها. |
| مالاوي                   | العاصمة الإسرائيلية | العاصمة الإسرائيلية | —                        | في 5 سبتمبر 2020، أعلن رئيس مالاوي عن خطط لافتتاح سفارة في القدس. |
| ناورو                    | العاصمة الإسرائيلية | العاصمة الإسرائيلية | —                        | في 29 أغسطس 2019، اعترفت ناورو رسميًا بالقدس عاصمة لدولة إسرائيل. ولا تحتفظ الدولة الجزرية بسفارة في إسرائيل، رغم أن لديها قنصلية فخرية في روش هايين. |
| عمان                     | العاصمة الفلسطينية  | العاصمة الفلسطينية  | —                        | لا تعترف عمان بدولة إسرائيل، وذكرت أنها سترفض تطبيع العلاقات مع إسرائيل إلى أن يتم إنشاء دولة فلسطينية مستقلة وذات سيادة. وعلى هذا النحو، تدعي الدولة أن القدس الموحدة عاصمة لفلسطين وليس لديها سفارة في إسرائيل. |
| باكستان                  | العاصمة الفلسطينية  | العاصمة الفلسطينية  | —                        | لقد رفضت باكستان الاعتراف بإسرائيل إلى أن تقام دولة مستقلة "ملائمة وعادلة" ذات سيادة للفلسطينيين، وتحديدا دولة فلسطين بحدودها قبل عام 1967 والقدس الموحدة عاصمة لها. |
| فلسطين                   | المفاوضات ضرورية    | العاصمة الفلسطينية  | —                        | وتدعي السلطة الفلسطينية حاليا أن القدس الشرقية عاصمة لها وترى أن القدس الغربية بحاجة إلى مفاوضات في المستقبل للبت في سيادتها. واقترحت أيضا إمكانية أن تصبح القدس الموحدة كيانا دوليا ومدينة مفتوحة لتلبية شواغل اليهود والمسيحيين والمسلمين الذين يقدرون المدينة بوصفها موقعا تاريخيا مقدسا.[بحاجة لمصدر] |
| روسيا                    | العاصمة الإسرائيلية | العاصمة الفلسطينية  | تل أبيب                  | في أبريل 2017، اعترفت روسيا بالقدس الغربية عاصمة لإسرائيل، فكانت أول دولة تفعل ذلك. وتعترف روسيا أيضا بالقدس الشرقية عاصمة لفلسطين. |
| المملكة العربية السعودية | ليس لديها موقف      | العاصمة الفلسطينية  | —                        | والمملكة العربية السعودية لا تعترف رسميا بدولة إسرائيل ، على الرغم من أنها تؤيد الحل "المسؤول" القائم على وجود دولتين ، وبموجبه يحق للفلسطينيين إقامة دولتهم وعاصمتها القدس الشرقية. لم تتخذ الملكية السعودية موقفاً رسمياً بشأن مصير وضع القدس الغربية. |
| صربيا                    | العاصمة الإسرائيلية | ليس لديها موقف      | تل أبيب                  | في 4 سبتمبر 2020، في أعقاب اتفاق بقيادة الولايات المتحدة مع كوسوفو (وإسرائيل)، اعترفت صربيا بالقدس الموحدة عاصمة لإسرائيل وأعلنت أن سفارتها سيتم نقلها من تل أبيب إلى القدس بحلول يوليو 2021. |
| الولايات المتحدة         | العاصمة الإسرائيلية | العاصمة الإسرائيلية | القدس                    | اعترفت الولايات المتحدة رسميًا بالقدس الموحدة كعاصمة لإسرائيل في 6 ديسمبر 2017، ثم نقلت سفارتها من تل أبيب إلى القدس في 14 مايو 2018. |
| فنزويلا                  | العاصمة الفلسطينية  | العاصمة الفلسطينية  | —                        | وفي أعقاب الصراع بين إسرائيل وغزة في الفترة 2008-2009، قطعت فنزويلا جميع علاقاتها الدبلوماسية مع دولة إسرائيل وأدانت بشدة أعمالها ضد الفلسطينيين. ومنذ عام 2009، لم يكن للبلدين أي علاقات دبلوماسية مباشرة (على الرغم من أن كندا تعمل كقوة حماية دبلوماسية لإسرائيل في فنزويلا وإسبانيا تعمل كقوة حماية لفنزويلا في إسرائيل) وتعترف فنزويلا بالقدس الموحدة كعاصمة لفلسطين فقط. في عام 2017، أعرب الرئيس نيكولاس مادورو عن رغبته في إعادة العلاقات مع إسرائيل والتفاوض على شروط وضع القدس فيما يتعلق برغبات الفلسطينيين. |